# ジョー・ストラマー
ジョン・グレアム・メラー（John Graham Mellor, 1952年8月21日 - 2002年12月22日）は、イングランド出身のロックミュージシャン。パンク・ロックバンド「ザ・クラッシュ」のボーカル兼ギタリスト、ジョー・ストラマー（Joe Strummer）の名で知られる。
「Q誌の選ぶ歴史上最も偉大な100人のシンガー」において第44位。

## 経歴

### 生い立ち（1952-1976）
トルコのアンカラで生まれる。父親は外交官、母親は看護師。父の海外転勤に伴い、カイロ、メキシコシティ、ボンで幼少期を過ごした。10歳の時、ジョーは兄のデヴィッドと共にロンドン近郊のサリーにある私立学校、シティ・オブ・ロンドン・フリーメンズ・スクールに寄宿生として入学。学生時代、両親に会うことはほとんど無かった。この頃、ビートルズやビーチ・ボーイズ、ローリング・ストーンズ、ウッディ・ガスリーのレコードを聴くようになり、ロックへの興味を持ち始めた（この影響からか、彼はThe 101'ers時代に名前を“ジョー・ストラマー”に改める前は、“ウッディ”と名乗っていた時期もあった）。在学中、兄のデヴィッドが自殺。彼とデヴィッドは兄弟として決して親しい間柄ではなかったようだが、デヴィッドの自殺は彼の人生観を決定的に変えた出来事であった。デヴィッドが白人至上主義を標榜するイギリス国民戦線に入党していたことは、後にクラッシュが反ファシズムの姿勢を明確に打ち出す一因になったと考えられている。ただ後年には、兄が悩んでいたのは国民戦線のことではなかっただろうとも述べている。1970年、私立学校を卒業した彼は、プロの風刺漫画家を目指し、ロンドン・セントラル・スクール・オブ・アート&デザインに入学。在学中は、ロンドン北部のパルマーズ・グリーンでクライヴ・ティンパレイ（Clive Timperley）とタイモン・ドッグとフラットシェアをしている。
1973年、ウェールズにあるニューポートに転居し、ニューポート・カレッジ・オブ・アートに入学するが、まもなく退学になる。この頃、彼は友人たちとザ・ヴァルチャーズというバンドを結成。正式なメンバーとしてではなく、時々、ヴォーカルとリズム・ギターとして活動していたが、1974年に解散。この間、彼は墓掘りの仕事をしていた。バンド解散後、ロンドンに戻り、ドッグと再会。しばらくの間、路上で演奏をしていたが、当時のルームメイトたちと新たなバンド「The 101'ers」を結成する。バンド名は、彼らの無断居住していた住所がウォルタートン通り101番地であったことに由来する。バンドは主にロンドン市内のパブでR&Bやブルースのカバー曲を演奏していた。1975年5月頃、それまでは“ウッディ”・メラーだった通名を“ジョー・ストラマー”に改め、友人にもその名で呼ぶよう強要した。この“ストラマー (Strummer)”という呼び名はサイドギターという彼のポジションを示すものだが、自虐的な面もある（左利きの彼にドッグが右利きとしてギターの演奏方法を教えたため、結局コードをかき鳴らす (strum) 程度にしか上達しなかった）。バンドではリード・ヴォーカルだった彼は、この頃から作詞・作曲を始める。その中の一曲「Keys to Your Heart」は、後にスリッツのドラマーとなるパルモリヴことパロマ・ロマーノとの恋愛に触発されたものであり、この曲はThe 101'ersの1stシングルとなった。1975年11月18日、ブルース・スプリングスティーンのロンドン初公演を観て、そのエネルギッシュなステージに感銘をうける。同じテレキャスターを使用していた事にも刺激を得た。

### 結婚
1975年5月16日、彼はパメラ・ムールマン（Pamela Moolman）という南アフリカ国籍の女性と結婚している（これは彼女が英国に滞在しつづける為の偽装結婚で、すぐさま謝礼で得た120ポンドでロック活動で生涯の伴侶となるフェンダー・テレキャスターを購入している）。その後、ギャビー・ソルター（Gaby Salter）という女性と1978年から1993年まで同棲し、二女の父となったが、（パメラ・ムールマンが所在不明で離婚の手続きが取れないことを理由に）結婚には至らなかった。1993年に、当時は結婚していたルシンダ・テート（Lucinda Tait）と出会い、1995年に結婚。結婚生活は彼の死まで続いた。

### "ザ・クラッシュ"（1976-1985）

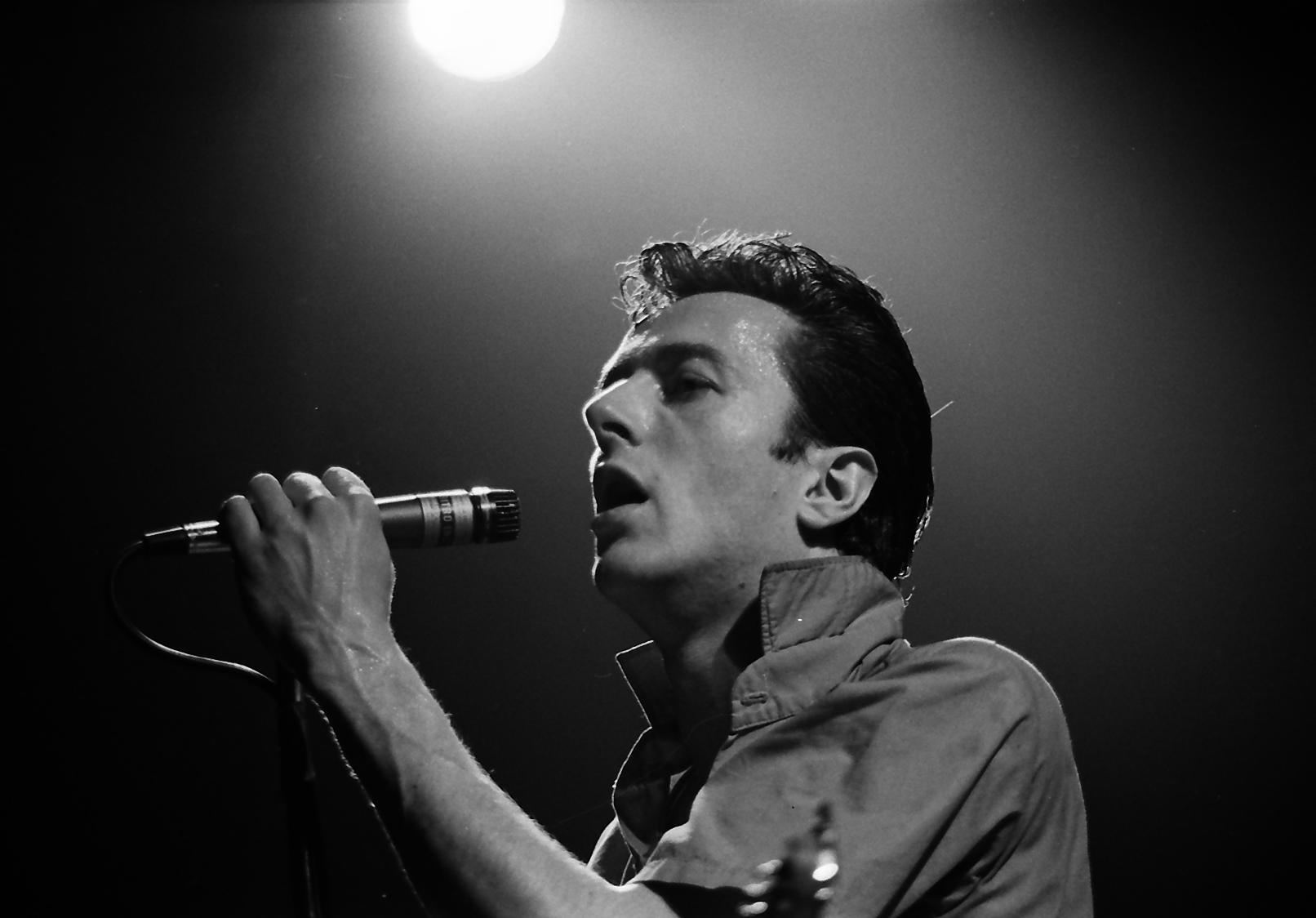
ザ・クラッシュ時代 (1980年)

1976年4月3日、"The 101'ers" はそれまで無名であったパンク・ロックバンド、セックス・ピストルズとともにロンドンのナッシュビル・ルームでライブを行う。セックス・ピストルズのパフォーマンスに強い衝撃を受けた彼は、しばらく後に、バンドのマネージャーになるバーニー・ローズとギタリストのミック・ジョーンズに接触した。以前からジョーンズ達にバンド加入の誘いを受けていた彼は、"The 101'ers" に見切りをつけ、ミック、ポール・シムノン（ベース）、テリー・チャイムズ（ドラム）、キース・レヴィン（ギター）による "ザ・クラッシュ" （命名はポール・シムノンによる）への参加を決意した。
クラッシュの一員として活動していた期間に、彼はバンドのメンバーと共に何度か逮捕されている。1977年6月10日には、トッパー・ヒードンと共にホテルの壁に "The Clash" とスプレーで落書きしたために逮捕され、1980年5月には、ドイツ・ハンブルクでのライブの際、暴れた聴衆をギターで殴ったとして逮捕されている。
1982年4月、アルバム『コンバット・ロック』発売前に、バーニー・ローズの発案で、伸び悩んでいたイギリス・ツアーのチケット売り上げを増やすための話題づくりとして、彼は姿を消す。しかしこの行動がメンバーの怒りを買い、メンバー間の緊張が高まり、クラッシュの崩壊が始まる。『コンバット・ロック』発売後のアメリカツアー直前にトッパー・ヒードンがヘロイン中毒によりクビを宣告され、1983年3月28日にカリフォルニア州サンバーナーディーノで開催されたUSフェスティバルを最後にジョーンズはクラッシュを解雇された。
1985年11月、新たなメンバーを迎えたクラッシュは結果的にバンド最後のアルバムとなる『カット・ザ・クラップ』を発売するが、ファンと評論家の双方からこき下ろされる結果となり、彼はクラッシュの解散を決意。およそ10年に渡る活動はこうして幕を閉じた。

### 荒野の数年間（1985-1999）
1年後の1986年、彼は再びジョーンズと共に活動し、アメリカ映画『シド・アンド・ナンシー』に楽曲を提供している。ジョーンズとはこの後も活動を共にし、ジョーンズの結成したバンド"ビッグ・オーディオ・ダイナマイト"の2ndアルバムに参加している。
1987年にはアレックス・コックス監督の映画『ウォーカー』に出演し、映画のサウンドトラックを手掛けた。同年に公開された映画『ストレート・トゥ・ヘル』にも出演し曲を提供している。1987年秋から1988年にかけては、ギタリストとしてザ・ポーグスのツアーに参加（病気のフィリップ・シェヴロンの代役）。1989年にはジム・ジャームッシュ監督の映画『ミステリー・トレイン』に脇役として出演。1990年にはアキ・カウリスマキ監督作品『コントラクト・キラー』にも出演を果たし、作中ではパブで演奏をするギタリストとして、ザ・ポーグスから提供された2曲を歌っている。この時期、彼は映画での仕事を主に行っており、俳優としての仕事のみならず、上記以外の複数の映画への楽曲提供を行っている。
1989年、バンド"ラティーノ・ロカビリー・ウォー"と共にソロ・アルバムの作成に取り掛かるが、その後発表したアルバム『アースクエイク・ウェザー』は商業的に失敗に終わり、ソニー・レコードとの契約を失う。この前後10年間ほどは鳴かず飛ばずの時代であった。1990年にはザ・ポーグスのアルバム『ヘルズ・ディッチ』のプロデューサーを務め、1991年にはシェイン・マガウアンの脱退を受けてバンドに加入し、ライブツアーのヴォーカルを務めた。1994年4月16日には、チェコ系アメリカ人のバンド"ダーティー・ピクチャーズ"と共にプラハで開催されたユーゴスラビア紛争難民のためのチャリティーライブに出演。このライブでは再びクラッシュ時代の楽曲を披露している。
彼自身はクラッシュ解散からこの時期までを、「荒野の数年間」（The wilderness years）と評しており、クラッシュ解散以後、華やかな世界からは姿を消していたが、1995年には"レヴェラーズ"、1996年には"ブライアン・セッツァー・オーケストラ"の『ギター・スリンガー』に参加、また"ブラック・グレープ"といったイギリスのヒットチャートに登場するミュージシャンたちと活動し、再び華やかな音楽の世界へと姿を見せた。

### ザ・メスカレロス結成 - 死去まで（1999-2002）

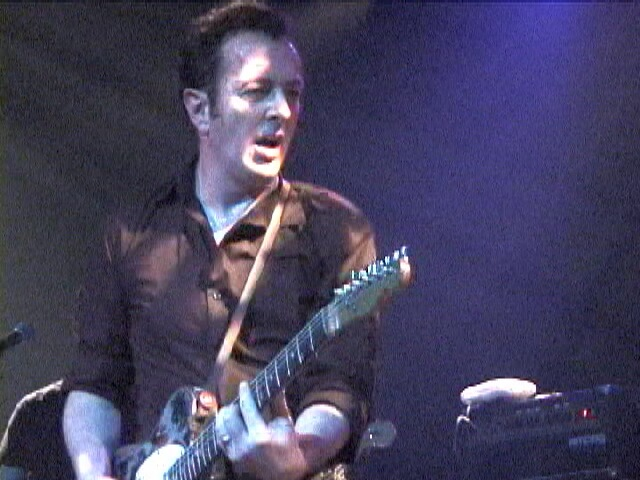
晩年のニューヨーク公演 (2002年4月)

1990年代半ば、彼は優秀なミュージシャンを集めてバックバンド“ザ・メスカレロス”を結成し、1999年には1stアルバム『X-レイ・スタイル』を発売し、イギリスと北米でライブツアーを開催。2001年には2ndアルバム『グローバル・ア・ゴー・ゴー』をリリース。北米・イギリス・アイルランドでツアーを行う。
2002年11月15日、ロンドン西部のアクトン・タウンでストライキ中のロンドン消防組合のためにチャリティーライブを行う。この日のライブの聴衆の中には、かつてのクラッシュのギタリスト、ミック・ジョーンズがいた。ライヴの途中、ジョーンズはステージへと上がり、ストラマーと共にクラッシュ時代の曲「バンクローバー」を演奏。アンコールではさらに「白い暴動」と「ロンドンは燃えている!」を演奏した。このライブは1983年以来、ジョーとミックが同じステージ上に立った初めてのライブであり、そして最後のライブでもあった。2002年11月22日には最後となるライブをリバプールで行う。この頃、彼はU2のボノと共にネルソン・マンデラが主催するアフリカでのエイズ撲滅運動のために共同作曲を行っており、2003年2月にはロベン島でチャリティーライブを行う予定であった。
同年12月22日、サマセット州ブルームフィールドにある自宅で死去。当初の発表では死因は心臓発作とされたが、解剖の結果、先天性の心臓疾患だったことが判明した。バンドのメンバーであったポール・シムノンとミック・ジョーンズによると、トッパー・ヒードンを加えた4人でクラッシュがロックの殿堂入り授賞式で再結成することを検討している最中であったという。また、彼自身は、遺作となる3rdアルバム『ストリートコア』を制作中であった。亡くなる前の晩には、クラッシュの殿堂入りに合わせて発売されたベスト・アルバム『エッセンシャル・クラッシュ』の収録曲を選ぶ作業をしていた。
2003年2月に開催されたグラミー賞授賞式では、エルヴィス・コステロ、ブルース・スプリングスティーン、スティーヴ・ヴァン・ザント、デイヴ・グロール（元ニルヴァーナ、現フー・ファイターズ）、ピート・トーマス、トニー・カナル（ノー・ダウト）によって「ロンドン・コーリング」が演奏され、3月にはクラッシュはロックの殿堂入りを果たした。

### 死後
- ジョーの死後、彼を記念して若手ミュージシャンの才能を発掘するための基金、"Strummerville" が彼の友人たちと家族によって設立された。
- 2005年2月12日には、彼を記念してClass47ディーゼル機関車の1両が"Joe Strummer"と名づけられ、ネームプレートはブリストルにあるブリストル・テンプル・ミード駅に妻の手で設置された。
- 2005年7月22日、彼がかつて住んだニューポートの住居にブルー・プラーク（著名な人物が関係した場所に設置されるプレート）が設置された。
- 2006年11月25日には、ジョーのドキュメンタリー映画『VIVA JOE STRUMMER』が東京のシアターN渋谷にてレイトショー公開され、ジョーの命日である12月22日まで上映された。
- 2007年9月8日には、ジョー・ストラマーの生涯を追うドキュメンタリー映画『ロンドン・コーリング/ザ・ライフ・オブ・ジョー・ストラマー』がシネマミューズCQNほか全国で公開。
- 2007年12月22日、ロンドンのJAMMにて5周忌追悼イベント "London Calling - Remembering Joe Strummer" 開催。出演者はオアシス、プライマル・スクリーム、ザ・スミス、ハッピー・マンデーズ、アラバマ・スリー、ポール・ウェラーのバックバンド、ジェイミー・ティ。
- 2009年、Strummervilleの日本でのファッションプロジェクト「STRUMMERVILLE SELECTION」がスタート。「FACTOTUM」「BIAS」の有名2ブランドとのコラボTシャツをオンラインショップ「ZOZOTOWN」にて9月より発売される。

## 備考・補足
- 彼のキャリアを通じてファンに最も記憶されているのは、ファンに対して非常に献身的だったことである。ライブ終了後、彼は周囲に集まるファン一人一人に対してサインをし、声をかけ終わるまでその場を立ち去らなかったと言われており、時に数時間かかることもあったという。1982年のクラッシュ来日時には、ファンからのプレゼントがかなりの量になったが、それを捨てることは出来ないため、多額の超過手荷物料金を払って、ツアーの次の目的地であるニュージーランドまで全部持って行った、と写真家ペニー・スミスが証言している[2]。1997年第1回フジロックフェスティバルでは、自身の出番が無いにもかかわらず、スタッフと一緒に観客の足を拭いたり、着替えを渡したりもしていたという。[3]
- 彼は生前、社会貢献活動に対して積極的であり、上記のチャリティーのみならず、地球温暖化防止のための植林活動を行っており、植林のためのCDリリースを行った初のミュージシャンであった。現在ではフー・ファイターズ、コールドプレイ、ピンク・フロイドら多数のミュージシャンたちがこの活動に参加している。
- ジョージ・オーウェルとガルシア・ロルカを好んでいた。
- 2000年のフジロックにも観客として参加し、現在のパレス・オブ・ワンダーがある場所で旗を作ったり、カラオケをして遊んでいたという。その遊び場を守るべく、2019年にファンによって場外エリアのスワロー苗場ロッジにジョーの記念館『Joe's Garage』が作られ、貴重な写真等が飾られている。[4]

## 使用機材

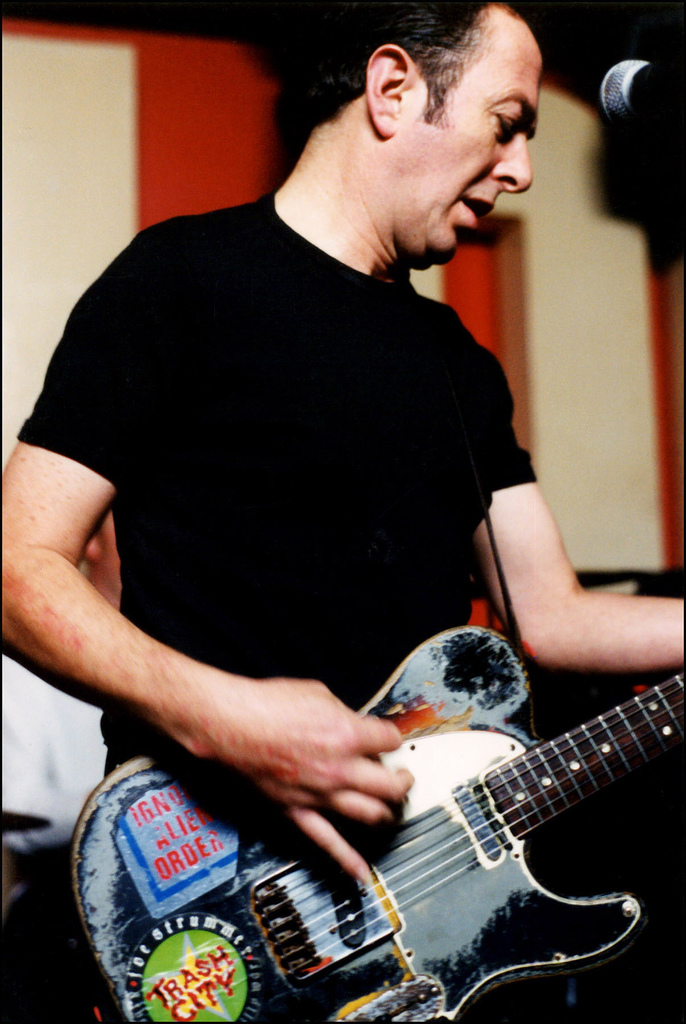
塗装が剥がれ地のサンバーストがわかるテレキャスター

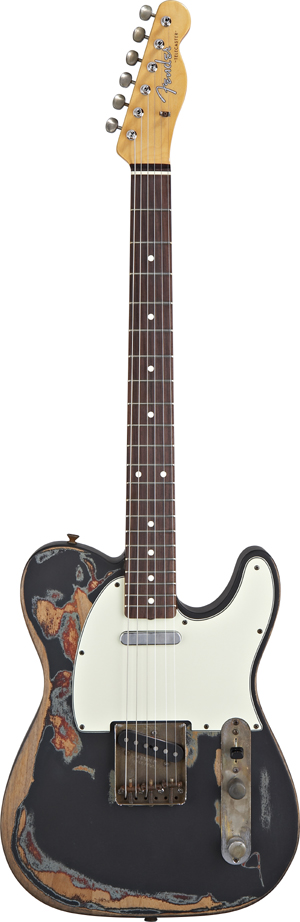
テレキャスター・ストラマーモデル

ストラマーのキャリアを通じてのメイン・ギターはストラマーが「ストラマキャスター」と呼んだ1966年製のフェンダー・テレキャスターで、元々はサンバースト・ボディに白ピックガードだった物である。ストラマーはこれをThe 101'ers時代の1975年5月頃に入手した。（テレキャスターを選んだのは、当時彼が憧れていたウィルコ・ジョンソンが使用していた為である。）クラッシュ加入後、このギターはグレーの上に黒を重ねてリフィニッシュされた。1979年には "NOISE" の文字がボディ上部にスプレーされ、ラスタ旗のステッカーがピックガードのホーン部に貼られた。そして "Ignore Alien Orders" のステッカーがブリッジの上部に貼られた。アルバム『動乱』リリース時にはブリッジは独立サドルの物に、またチューニング・ペグも初期のクルーソンタイプから当時の物に取り替えられ、大きなクエスチョンマークがボディ裏に描かれた。これ以降ギターの構成は終生このままで、ステッカーが追加されただけである。黒の塗装はストラマーの激しい演奏により徐々に剥げ、下塗りのグレーやオリジナルのサンバースト、さらには木地まで現れている（ストラマーがセットリストを貼り付けた一角以外）。フェンダー社は後に、メキシコ製テレキャスターをベースに、塗装の剥げやパーツの錆などでこのギターのイメージを再現したジョー・ストラマー・テレキャスターを生産した。
ストラマーはこの他、初期にはグレッチ・ホワイトファルコンやホフナー、1977年には1960年代半ばの白いエスクワイヤー（『スーパー・ブラック・マーケット・クラッシュ』のジャケット写真で投げている物。ライヴでもたびたび使用）や黒ボディ、黒ピックガードにメイプル指板の1960年代後半のテレキャスター、ナチュラル・フィニッシュのテレキャスターを使っている。さらに、映画『ロンドン・コーリング/ザ・ライフ・オブ・ジョー・ストラマー』の映像ではストラトキャスタータイプのギター（おそらくはフェンダー・リードI）の使用も確認できる。
アンプについては、ストラマーはローランド・ジャズコーラス、ヴォックス・AC-30、マーシャルの使用が知られているが、彼のメインアンプはミュージックマン・HD 212 150である。ストラマーはアンプ選択についてこう語った。「フェンダーの古いアンプを探す時間が無くてね。ミュージックマンは望みに近かったんだよ。」「プラスチックの外装はひどいけどね。」

## ディスコグラフィ

### ジョー・ストラマー
サウンドトラック
- Walker（1987）

スタジオアルバム
- Earthquake Weather （1989）

### ジョー・ストラマー&ザ・メスカレロス
スタジオアルバム
- X-レイ・スタイル - Rock Art and the X-Ray Style（1999）
- グローバル・ア・ゴー・ゴー -  Global A Go-Go（2001）
- ストリートコア - Streetcore（2003）

ライブアルバム
- Live At Acton Town Hall（2012）

コンピレーション
- Joe Strummer & The Mescaleros: The Hellcat Years（2012）

### The 101ers
コンピレーション
- Elgin Avenue Breakdown（1981）
- Joe Strummer 001（2018）

## 映画
- ルード・ボーイ 1980 音楽・出演
- シド・アンド・ナンシー 1986 音楽
- ウォーカー 1987 音楽・出演
- ストレート・トゥ・ヘル 1987 出演・音楽
- パーマネント・レコード 1988 音楽
- ミステリー・トレイン 1989 出演
- コントラクト・キラー 1990 出演
- 豚が飛ぶとき 1993 音楽
- ポイント・ブランク 1997 音楽
- SUPER 8 2001 出演
- END OF THE CENTURY エンド・オブ・ザ・センチュリー 2003 出演
- レッツ・ロック・アゲイン! 2004 製作・音楽・出演
- VIVA JOE STRUMMER／ビバ・ジョー・ストラマー 2005 出演
- GLASTONBURY グラストンベリー 2006 出演
- LONDON CALLING／ザ・ライフ・オブ・ジョー・ストラマー 2007 出演